# ベルンハルト・フォン・ネーアー

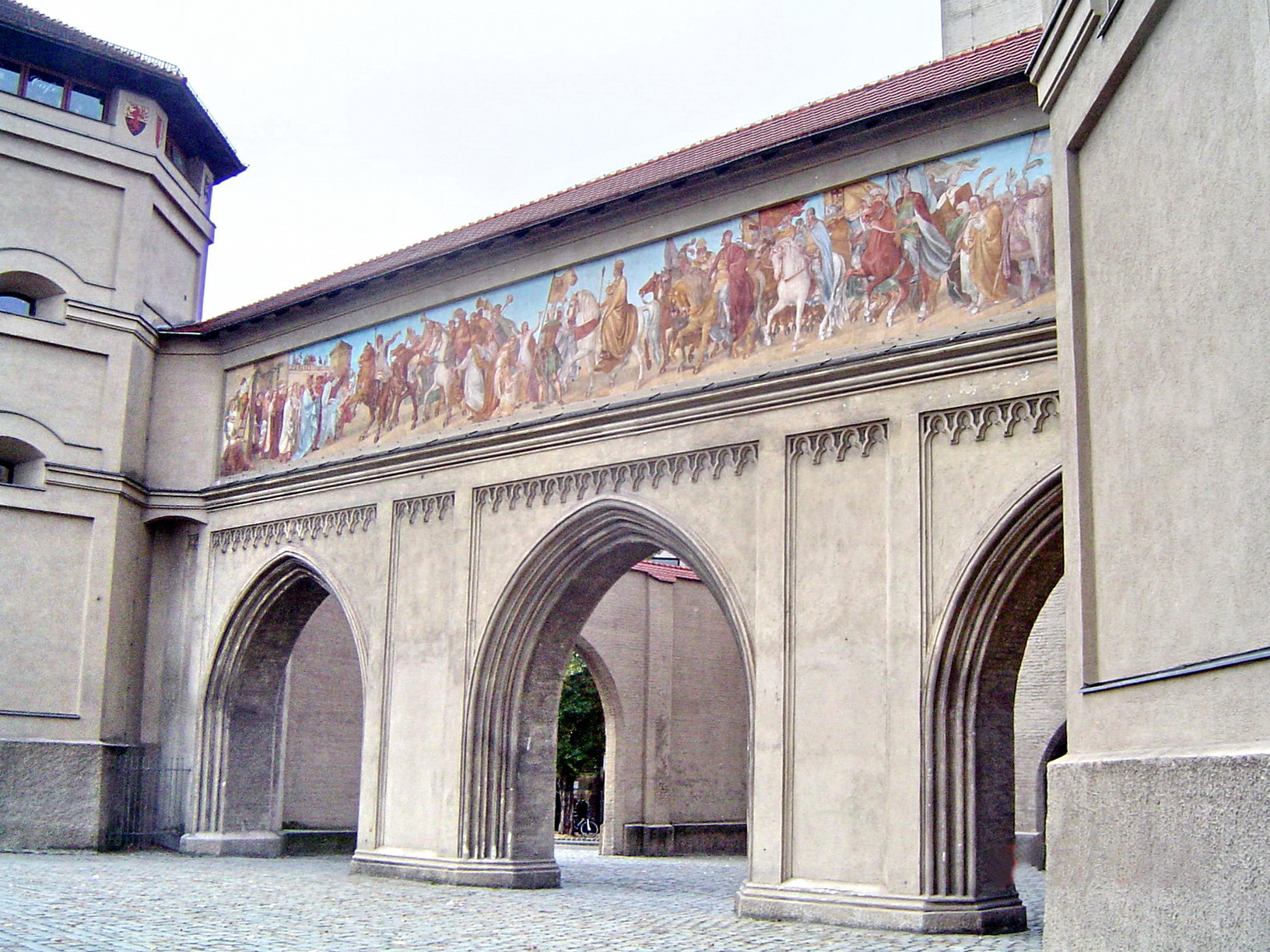
ネーアーの壁画が描かれた「イザール門(Isartor)」

ベルンハルト・フォン・ネーアー（Karl Josef Bernhard Neher、1852年に爵位を得て、von Neherと称した、1806年1月16日 - 1886年1月17日）はドイツの画家。シュトゥットガルトの王立美術学校（Königliche Akademie der bildenden Künste）の校長を務めた。

## 略歴
現在のバーデン＝ヴュルテンベルク州、テュービンゲン県のBiberach an der Rißに生まれた。1822年からシュトゥットガルトの美術学校で彫刻家のヨハン・ハインリヒ・フォン・ダンネッカー(Johann Heinrich von Dannecker:1758–1841)と画家のフィリップ・フリードリヒ・フォン・ヘッシュ(Philipp Friedrich von Hetsch: 1758-1838)に学び、ミュンヘン美術院に移り、「ナザレ派」の画家として活動したペーター・フォン・コルネリウス(1783-1867)に学んだ後、4年間ローマに滞在し、ナザレ派の画家、ヨハン・フリードリヒ・オーファーベックやフィリップ・ファイトのもとで修行した。1832年にミュンヘンに戻り、ミュンヘンの古代の城門、「イザール門(Isartor)」に壁画「バイエルンに入城するルートヴィヒ4世 (Einzug Kaiser Ludwigs des Bayern nach der Schlacht bei Ampfing)」を描いだ。
1836年にヴァイマルに招かれ、ヴァイマルの宮殿にフリードリヒ・フォン・シラーとヨハン・ヴォルフガング・フォン・ゲーテの詩を題材にした装飾画を描いた。1841年にライプツィヒの絵画アカデミーの校長に任じられ、1846年に、ヨハン・フリードリヒ・ディートリヒ(Johann Friedrich Dieterich:  1787-1846)の後任として、シュトゥットガルトの王立美術学校の教授になり、1854年に校長になった。
シュトゥットガルトの教会や、旧宮殿の礼拝堂のステンドグラスのための多くの下絵も描いた。
1852年にヴュルテンベルク国王ヴィルヘルム1世からヴュルテンベルク王冠勲章(Orden der Württembergischen Krone)を受勲し、爵位を得た。

1886年にシュトゥットガルトで没した。

## 作品

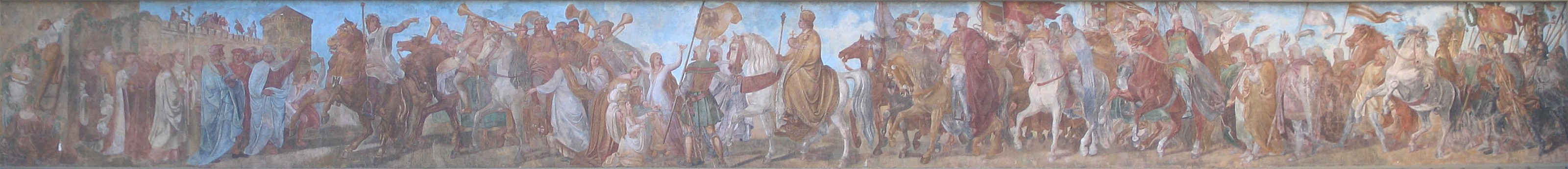
ミュンヘン、イザール門(Isartor)の壁画（一部）

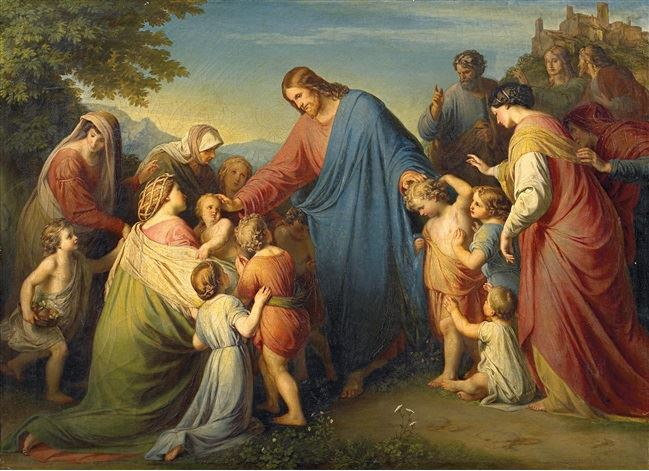
「子どもたちを、わたしのところに来させなさい」(1863)
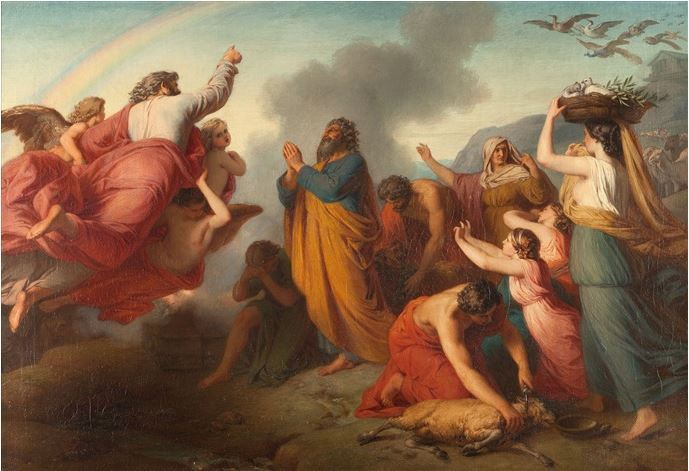
「感謝を捧げるノアの一家」